# 아스트로니어
《아스트로니어》(Astroneer)는 시스템 에라 소프트웍스가 개발한 샌드박스 어드벤처 게임이다. 얼리 액세스 버전의 게임은 2016년 12월 16일 출시되었으며 1.0 버전의 게임은 2019년 2월 6일 출시되었다. 플레이어는 행성들을 식민지화하고 구조물을 만들고 자원을 채굴하는 일을 맡게 된다. 아스트로니어는 목표나 스토리라인 이 설정되어 있지 않으나 각 행성마다 플레이어가 완수할 도전이 주어진다. 플레이스테이션 4 버전은 2019년 11월 15일 출시되었다.

## 게임플레이
아스트로니어는 3인칭 시점에서 플레이되는 샌드박스 어드벤처 게임이다. 오픈 월드 행성들 안에는 테라포밍이 발생할 수 있으며 일부 행성에 특화된 자원을 제외하고는 절차적 생성 기법에 종속된다. 플레이어는 발이나 로버, 우주선으로 탐험하는 우주비행사(아스트로니어)를 통제한다.

## 개발
아스트로니어는 2015년 10월 시스템 에라 소프트웍스에 의해 발표되었으며 언리얼 엔진으로 개발되었다. 아트 스타일은 텍스처가 전무한 환경으로 구성되어 있으며, 예술가 존 리베르토에 의해 개념이 확립되었다. 공동 설립자이자 아티스트 폴 페페라는 아스트로니어의 얼리 액세스 출시 후 4개월 째인 2017년 3월 27일 사망했다.